# La Maison de David (série télévisée)
La Maison de David (House of David) est une série télévisée américaine diffusée depuis le 27 février 2025, qui retrace la vie du roi biblique David, de son onction en tant que futur roi jusqu'à son accession au trône,,,,.
La série a bénéficié du soutien direct de studios établis, notamment Amazon MGM Studios et Lionsgate Television, ce qui a permis une production à grande échelle.
En France, la série est disponible en streaming sur Amazon Prime Video depuis le 27 février 2025.
La première saison compte 8 épisodes, avec les trois premiers diffusés le 27 février 2025, suivis d'un épisode hebdomadaire jusqu'au 3 avril 2025.
La série met en vedette Michael Iskander dans le rôle de David et Ali Suliman dans celui du roi Saül.
La Maison de David offre une perspective dramatique sur l'ascension de l'un des personnages les plus emblématiques de la Bible, en explorant les défis et les triomphes de sa vie.

## Production
La série est produite par plusieurs sociétés, dont The Wonder Project, Nomadic Pictures, Argonauts, Kingdom Story Company, Amazon MGM Studios et Lionsgate Television. Le tournage principal a eu lieu en Grèce, exploitant l'architecture historique et les paysages du pays pour renforcer l'authenticité de la série. Des lieux tels que les studios Kappa à Spata, l'ancienne Messène et la vieille ville de Nauplie ont été utilisés.

## Synopsis
Le roi Saül, autrefois puissant, voit son règne menacé par son propre orgueil et des décisions imprudentes. Le prophète Samuel, suivant les ordres divins, choisit David, un jeune berger au cœur pur, pour lui succéder. Cette décision déclenche une série d'événements où David doit naviguer entre intrigues politiques, dangers constants et découvertes personnelles. Au fil des épisodes, il affronte des défis majeurs, notamment le célèbre duel contre le géant Goliath, tout en découvrant l'amour et en s'imposant progressivement comme le futur roi d'Israël.

## Fiche technique
- Titre original : House of David (trad. litt. : La Maison de David)
- Créateurs : Jon Erwin et Jon Gunn
- Sociétés de production :
  - The Wonder Project
  - Nomadic Pictures
  - Argonauts
  - Kingdom Story Company
  - Amazon MGM Studios
  - Lionsgate Television
- Sociétés de distribution : Amazon Prime Video
- Format : couleur - 2.00 : 1 - son : stéréo
- Pays d’origine : États-Unis
- Langue : anglais
- Genre : Aventure, drame, historique
- Durée : ~54 minutes
- Dates de diffusion :
  -  États-Unis : 27 février 2025 (internet)
  -  France : 27 février 2025 (internet)

## Distribution

### Acteurs principaux
- Michael Iskander (VF : Jean-Baptiste Maunier ; VQ : Gabriel Favreau) : David, berger de Bethléem, oint pour devenir le prochain roi d'Israël. Poète et musicien, il est le plus jeune fils de Jessé et Nitzevet, frère cadet d'Éliab, d'Abinadab, de Nethaneel, de Raddaï et d'Ozem, et un parent de Joab. Raphaël Korniets incarne David enfant.
- Ali Suliman (VF : Thierry Hancisse ; VQ : Patrick Chouinard) : Saül, premier roi d'Israël de la tribu de Benjamin, époux d'Achinoam, père de Jonathan, Eshbaal, Mérab et Mical, et cousin d'Abner. Ancien patriarche, il était fils de Kis.
- Ayelet Zurer (VF : Juliette Degenne ; VQ : Catherine Hamann) : Achinoam, première reine d'Israël, l'épouse de Saül et la mère de Jonathan, Eshbaal, Mérab et Mikal.
- Indie Lewis (en) (VF : Rebecca Benhamour ; VQ : Romane Denis) : Mikal, princesse d'Israël, fille cadette de Saül et d'Achinoam, et sœur de Jonathan, d'Eshbaal et de Mérab.
- Ethan Kai (VF : Gauthier Battoue ; VQ : Adrien Bletton) : Jonathan, prince d'Israël, fils aîné de Saül et d'Achinoam, et frère aîné d'Eshbaal, de Mérab et de Mical.
- Oded Fehr (VF : Laurent Natrella ; VQ : Gilbert Lachance) : Abner, commandant en chef de l'armée de son cousin Saül.
- Louis Ferreira (VF : Féodor Atkine ; VQ : Sylvain Hétu) : Jessé, ancien patriarche de Bethléem, père de David, d'Éliab, d'Abinadab, de Nethaneel, de Raddaï et d'Ozem, époux de Nitzevet et parent de Joab. Il est le fils d'Obed et le petit-fils de Boaz.
- Yali Topol Margalith (en) (VF : Emmylou Homs ; VQ : Maya Hegetschweiler) : Merab, princesse d'Israël, fille aînée de Saül et d'Achinoam, et sœur de Jonathan, d'Eshbaal et de Mikal.
- Sam Otto (en) (VF : Théo Frilet ; VQ : Kevin Houle) : Eshbaal, prince d'Israël, fils cadet de Saül et d'Achinoam, frère de Jonathan, de Mérab et de Mikal.
- Davood Ghadamis (en) (VF : Benjamin Gasquet ; VQ : Frédéric Paquet) : Eliab, soldat de haut rang dans l'armée de Saül, fils aîné de Jessé, frère aîné de David, d'Abinadab, de Nethaneel, de Raddaï et d'Otsem, et parent de Joab.
- Aury Alby (VF : Benjamin Egner ; VQ : Pierre-Étienne Rouillard) : Joab, le commandant en second de l'armée de Saül après Abner et un parent de Jessé et de ses fils.
- Stewart Scudamore (VF : Paul Borne ; VQ : Manuel Tadros) : Adriel, chef des anciens de la tribu de Juda et conseiller de Saül. Il est le fils de Barzillaï.
- Siir Tilif (VF : Ariane Aggiage ; VQ : Aurélie Morgane) : Nitzevet, la mère de David et la femme de Jessé.
- Alexander Uloom (VF : Eilias Changuel) : Akish, roi philistin de Gath, l'un des rois de Philistie et ennemi d'Israël.
- Martyn Ford (en) (VF : Olivier Cordina ; VQ : Jean Harvey) : Goliath, géant philistin de Gath, descendant d'Anakim, frère de Lahmi et ennemi d'Israël.
- Stephen Lang (VF : Jean-Bernard Guillard ; VQ : Guy Nadon) : Samuel, prophète et voyant du Seigneur Dieu, il fut le dernier des juges à diriger Israël avant l'onction de Saül et de David comme rois. Il était le fils d'Elkana.
- Ashraf Barhom (VF : Xavier Fagnon ; VQ : Stéphane Brulotte) : Doeg, chef édomite au service des bergers de Saül.

### Acteurs récurrents
- Naby Dakhli (VF : Frédéric Philippe) : Abinadab, soldat de haut rang dans l'armée de Saül, deuxième fils de Jessé, frère de David, d'Éliab, de Nethaneel, de Raddaï et d'Otsem, et parent de Joab.
- Raresh DiMofte : Lahmi, géant philistin de Gath, descendant d'Anakim et frère de Goliath.
- Aziz Dyab (en) (VF : Alessandro Gazzara) : Nethaneel, quatrième fils de Jessé, frère de David, Eliab, Abinadab, Raddaï et Ozem, et parent de Joab.
- Stefanos Vuksanovic : Ozem, sixième fils de Jessé, frère de David, d'Éliab, d'Abinadab, de Nethaneel et de Raddaï, et parent de Joab.
- Konstantinos Krommidas : Raddaï, cinquième fils de Jessé, frère de David, d'Éliab, d'Abinadab, de Nethaneel et d'Otsem, et parent de Joab.
- Jeremy Xido (VF : Frédéric Philippe) : Agag, le roi d'Amalek et ennemi d'Israël
- Andreas Alevizos : Ishbi
- Christos Villanakis : Benob
- Dimitris Ziakas : Ahimelech, Grand-prêtre d'Israël à Nob.
- Haydar Koyel (VF : Alessandro Gazzara) : Ashkelon, Roi philistin d'Ashkelon, l'un des rois de Philistie, et ennemi d'Israël.
- Yannis Anastasakis : Ashdod, Roi philistin d'Ashdod, l'un des rois de Philistie, et ennemi d'Israël.
- Sian Webber (en) (VF : Claudine Grémy ; VQ : Dominique Quesnel) : Orpah

 Source et légende : version française (VF) sur RS Doublage et les cartons du doublage français sur Prime Video.

## Saisons
La série a débuté avec une première saison composée de 8 épisodes, diffusée à partir du 27 février 2025 sur Amazon Prime Video et a officiellement été renouvelée pour une 2ème saison.

### Épisode pilote
L'épisode pilote, intitulé "Un berger et un roi" (A Shepherd and a King), a été diffusé le 27 février 2025. Cet épisode introduit le personnage de David, un jeune berger choisi par le prophète Samuel pour devenir le futur roi d'Israël, marquant ainsi le début de son ascension vers le trône.

### Première saison

#### Épisode 1: Un Berger et un Roi
Diffusé le 27 février 2025.
L’épisode débute avec David affrontant le géant philistin Goliath. À travers des flashbacks, on découvre son passé de jeune berger au service de son père, Jessé, tout en aspirant à rejoindre ses frères dans l’armée du roi Saül. Cependant, son statut de fils illégitime, en raison de sa mère Nitzevet, lui vaut d’être rejeté par sa communauté. Lorsque sa sœur est menacée par un lion, David se lance à sa poursuite et parvient à tuer l’animal.
Parallèlement, Saül et son fils Jonathan mènent une campagne victorieuse contre les Amalécites. Le récit est ponctué par l’intervention de Mephibosheth, le fils de Jonathan, qui joue le rôle de narrateur. Toutefois, en désobéissant à l’ordre divin d’exterminer totalement les Amalécites, Saül choisit d’épargner leur roi Agag et de s’approprier leur bétail et leurs richesses. En réaction, le prophète Samuel lui annonce que Yahweh l’a rejeté comme roi avant de mettre lui-même fin à la vie d’Agag.

#### Épisode 2: L'abîme appelle l'abîme
Diffusé le 27 février 2025.
L’épisode s’ouvre sur un flashback où Nitzevet, la mère de David, se sacrifie pour le protéger d’un lion. Marqué par cette tragédie, David est rejeté par son père, Jessé, ainsi que par ses frères et sœurs, qui l’accusent d’être responsable de la mort de leur mère. Plus tard, la princesse Mikal, fille du roi Saül, et sa sœur aînée Mérab, animée par la jalousie, visitent la ville natale de David dans le cadre d’une tournée royale à travers la tribu de Juda.
Le retour des frères aînés de David, dont Éliab, après la campagne de Saül contre les Amalécites, ravive son désir de rejoindre l’armée royale. Il tente alors de convaincre Éliab de l’aider à s’enrôler. Alors qu’ils explorent un village dévasté, ils sont pris en embuscade par des soldats philistins, et Éliab est grièvement blessé par une flèche.
Pendant ce temps, les cinq rois philistins se réunissent et scellent leur alliance en déclarant officiellement la guerre au royaume d’Israël. Ailleurs, la santé mentale du roi Saül se détériore, le poussant à s’en prendre violemment à la reine Achinoam. Son fils Jonathan intervient et, après un duel tendu, parvient à maîtriser son père.

#### Épisode 3: L'Oint
Diffusé le 27 février 2025.
Le roi Saül, de plus en plus instable, cède à la folie et tue un serviteur d’un lancer de lance. Malgré les avertissements du prophète Samuel lui demandant d’abandonner son trône, Saül, accompagné de la reine Achinoam, se tourne vers la sorcière d’Endor. Cette dernière tente d’invoquer ses pouvoirs en utilisant une poupée vaudou pour contrer la malédiction pesant sur le roi.
Pendant ce temps, Doëg, un serviteur édomite loyal à Saül, traque le prophète Samuel et n’hésite pas à torturer l’un de ses disciples, Silas, pour obtenir des informations. De son côté, Akish scelle une alliance contre Israël avec une femme mystérieuse connue sous le nom de « Mère des Géants », dont le redoutable Goliath est l’un des fils.
De retour à Bethléem, Éliab récupère lentement de ses blessures grâce aux soins de Jessé, aidé par David et le reste de la famille. Peu après, Samuel rend visite à Jessé et convie toute sa famille à un sacrifice rituel. Un à un, Yahweh rejette les six frères aînés de David. À l’initiative de Samuel, la sœur de David le fait venir. Contre toute attente, le prophète l’oint comme le futur roi d’Israël.

#### Épisode 4: Le Cantique de Moïse
Diffusé le 6 mars 2025.
La famille de David tente de garder secrète son onction par Samuel, mais la situation prend un tournant inattendu lorsque la reine Achinoam convoque David à la cour pour jouer de la harpe et calmer les crises de son mari, le roi Saül. Le talent musical de David parvient à apaiser le souverain, lui permettant de gagner ses faveurs.
À la cour, David se rapproche de la princesse Mikal, malgré les mises en garde d’Éliab, son frère aîné. C'est elle qui lui enseigne la lecture des Écritures hébraïques. Pendant ce temps, Joab questionne Éliab sur la visite du prophète Samuel à Bethléem, mais leur conversation est interrompue par l’annonce d’une attaque contre un village frontalier.
De son côté, Ish-boshet, le fils de Saül et d’Achinoam, commet un crime odieux en abusant de Dinah, la fille de Yahir. Furieuse, Achinoam décide de le bannir vers une ville de refuge en Édom. Cependant, en chemin, son convoi tombe dans une embuscade, et il se retrouve face à une mystérieuse silhouette masquée.
Pendant ce temps, Samuel découvre les restes calcinés de son disciple Silas. Persuadé que Saül est responsable de sa mort, le prophète prend la fuite avec sa femme pour échapper à une éventuelle persécution.

#### Épisode 5: Le Loup et le Lion
Diffusé le 13 mars 2025.
La maison de Saül entame des négociations en vue d’une alliance matrimoniale avec la maison d’Adriel, chef des anciens de la tribu de Juda. Malgré les objections d’Achinoam et de Joab, David et Mikal poursuivent leur relation, tandis que Mikal elle-même hésite à accepter le mariage arrangé avec l’un des fils d’Adriel.
Pendant les pourparlers, Saül est assailli par des visions troublantes du défunt roi Agag, ce qui met à rude épreuve son sang-froid. Alors qu’il vacille sous le poids de ces tourments, David parvient à l’apaiser grâce à sa harpe. Finalement, un accord est conclu : Mérab, la fille aînée de Saül, épousera Jordan, le fils d’Adriel.
Dans l’ombre, Joab tente de se débarrasser de David en le menaçant de le précipiter du haut d’un balcon. Plutôt que de supplier, David le défie de mettre sa menace à exécution, ce qui pousse Joab à renoncer.
Mais lors de la cérémonie de bénédiction, Saül perd le contrôle et, dans un accès de colère, insulte Adriel en l’accusant de convoiter son trône. Réalisant l’instabilité du roi, Adriel annule immédiatement l’alliance. Désespérée, Achinoam autorise la sorcière à jeter un sort sur Saül.
Finalement, dans un moment d’introspection, Saül s’entretient avec David et, à sa surprise, l’invite à prétendre au trône d’Israël.

#### Épisode 6: Les géants réveillés
Diffusé le 20 mars 2025.

#### Épisode 7: David contre Goliath - Partie 1
Diffusé le 27 mars 2025.

#### Épisode 8: David contre Goliath - Partie 2
Diffusé le 3 avril 2025.

## Diffusion

### Streaming
La Maison de David est une série télévisée diffusée exclusivement sur Amazon Prime Video depuis le 27 février 2025. Elle est disponible uniquement sur Prime Video. Cette exclusivité a contribué à son succès, la série se hissant rapidement parmi les programmes les plus regardés sur la plateforme. Les six épisodes de la première saison sont accessibles aux abonnés de Prime Video.

## Réception

### Critique
L'agrégateur de critiques Rotten Tomatoes, 60 % des 5 critiques ont attribué une note positive à la série, avec une note moyenne de 7/10.
The Gospel Coalition a apprécié La Maison de David pour son équilibre entre fidélité biblique et narration captivante. Selon la critique, le format en plusieurs saisons offre une exploration plus riche des personnages par rapport aux films traditionnels.
Leah MarieAnn Klett de The Christian Post (en) qualifie la série de « visuellement époustouflante et spirituellement riche », mettant en avant la qualité de sa mise en scène et le jeu de ses acteurs. Elle note que la série parvient habilement à concilier fidélité aux textes bibliques et intensité dramatique, offrant ainsi une narration engageante pour le public d’aujourd’hui.

### Audience
Sa première édition a été diffusée en direct avec 22 millions de téléspectateurs au cours des 17 premiers jours de diffusion.